# Grand Hôtel du Lac
Le Grand Hôtel du Lac est un hôtel 5 étoiles situé à Vevey en Suisse.

## Histoire
La construction du débarcadère de Vevey-La Tour, financé par des promoteurs privés, a lieu en 1869/1870.
Le Grand Hôtel du Lac a été édifié en 1868 d'après les plans de l'architecte Ernest Burnat.

## Rénovation
L’exploitation à caractère familial prend fin en 1970 avec la vente de l’établissement à l’hôtel des Trois Couronnes. En 1979, un restaurant en plein air et une piscine sont ajoutés dans l’hôtel.
En 2005, l’Hôtel des Trois Couronnes vend l’Hôtel du lac à une société financière. Les nouveaux investisseurs décident de rénover entièrement l’hôtel, le ferme pendant 2 ans et confient les travaux à Pierre-Yves Rochon, décorateur et architecte d’intérieur.
L’ouverture officielle a lieu le 18 janvier 2007. Moins d’un an après sa réouverture, l’hôtel rentre dans la affiliation des Relais & Châteaux.
En 2008, le Grand Hôtel du Lac reçoit sa cinquième étoile et rejoint, en 2009, le groupement des "Swiss Deluxe Hotels".
En 2011, le chef Thomas Neeser est reconnu pour sa cuisine au restaurant Les Saisons et obtient une étoile au fameux Guide Michelin.
En 2015, le chef Thomas Neeser est élu "Cuisinier d’hôtel de l’année" selon le classement des hôtels du magazine économique "Bilanz".